# 巴耶 (达连省)
巴耶（西班牙語：Paya）是巴拿马达连省皮诺加纳区的一个城市，2010年是人口为639。 该市2000年时人口为336，1990年时人口为565。